# Главаш, Филип
Филип Главаш (хорв. Filip Glavaš; род. 6 мая 1997, Риека) — хорватский гандболист, выступает за гандбольный клуб «Загреб» и сборную Хорватии по гандболу. Серебряный призёр чемпионата мира 2025 года. 

## Карьера

### Клубная
Главаш играл в своем родном городе за «Замет Риека», с которым и дебютировал в Премьер-лиге Хорватии. В дальнейшем выступал в различных хорватских командах: «Вартексе» из Вараждина, «Умаге» и «Порече».
С 2021 по 2023 годы играл в Словении за РК «Тримо Требне».
С 2023 года имеет контракт и выступает за хорватский «Загреб». С этим клубом становился чемпионом и обладателем Кубка Хорватии в 2024 году.

### Международная карьера в сборной
В составе первой сборной Хорватии Филип Главаш выступил на чемпионате Европы 2022 года, где его команда финишировала восьмой. В 2023 году на чемпионате мира вместе со сборной стал девятым, на этом турнире был лучшим бомбардиром Хорватии с 36 голами.
В 2025 году принял участие в чемпионате мира, который проходил в трёх странах, в том числе на домашней арене в Загребе. Сборная Хорватии, благодаря успешной игре Филипа в четвертьфинале против Венгрии, пробилась в полуфинал турнира, а затем и в финал. Главаш стал серебряным призёром чемпионата. 

## Награды
- Орден Хорватской звезды с ликом Франьо Бучара (10 марта 2025 года)[2]